# Groupe d'information et de soutien des immigrés
Le Groupe d'information et de soutien des immigrés, abrégé en GISTI, anciennement le Groupe d'information et de soutien des travailleurs immigrés, est une association à but non lucratif de défense et d'aide juridique des étrangers en France, dont le siège social est situé à Paris.
Organisation militante, située « très nettement à gauche », le Gisti entend participer au débat d'idées et aux luttes de terrain, aux niveaux national et européen, en relation avec des associations d'immigrés, des associations de défense des droits de l'homme et des organisations syndicales et familiales. Le Gisti est devenu depuis sa fondation en 1972 un contributeur reconnu dans les recherches et débats sur les politiques migratoires. Le grand nombre d'arrêts « GISTI » du Conseil d'État (1975, 1978, 1990, 2003, 2012 et 2020) témoigne de l'importance et de la singularité de cette association dans l'espace des organisations de défense des droits de l'homme. Le Gisti fournit aussi un important travail de soutien juridique aux immigrés.
Depuis 1987, le Gisti est agréé au titre de la formation professionnelle. Il organise ainsi des sessions de formation payantes. Le Gisti édite aussi trois collections de publications, « Les cahiers juridiques », « Les notes juridiques » et « Les notes pratiques », ainsi qu'une collection de guides de références et sa revue trimestrielle, Plein droit, qui existe depuis 1987.

## Histoire

### De la naissance du Gisti à la fin du septennat de Valéry Giscard d'Estaing

#### Contexte et création
Le Gisti naît dans un contexte des luttes sociales post-soixante-huitardes, de la rencontre entre des travailleurs sociaux « souvent trotskistes ou maoïstes », des militants associatifs (tel qu'André Legouy, jésuite, ancien aumônier des prisons, qui a rencontré dans ce cadre les dirigeants du FLN à Fresnes ou Monique Hervo, qui a vécu pendant douze ans dans un bidonville de Nanterre avec des Algériens) et des juristes, dont quatre énarques (qui agissent au début de manière pratiquement clandestine).
C'est la signature, en 1969, par plusieurs jeunes énarques d'un texte contre une loi anti-casseurs et la demande de l'administration du retrait de ces signatures qui amène les signataires à constituer des groupes de travail, dont l'un consacré à l'immigration, vue comme étant dans une « zone de non-droit ». Après l'échec d'une tentative de rapprochement avec des syndicats ouvriers, la rencontre de travailleurs sociaux, de militants associatifs, comme André Legouy de la Cimade,, Monique Hervo ou l'avocat Jean-Jacques de Felice de la LDH, d'avocats et de magistrats, aboutit à la constitution du GISTI en association loi de 1901 (déclarée au Journal officiel du 6 juillet 1973). L'objet de l'association est de « s'inscrire sur le terrain du droit », se démarquant «des autres mouvements de gauche ou d'extrême gauche […] alors peu familiers avec ce registre». À ses débuts, le groupe compte 23 membres. La Cimade l'accueille dans ses locaux jusqu'en 1979.
Très rapidement, le GISTI collabore avec l'Association pour la démocratie et l'éducation locale et sociale (ADELS), la CFDT et le Mouvement d'action judiciaire (MAJ).
Son nom reprend la dénomination du Groupe d'information sur les prisons, animé par Michel Foucault, créé en février 1971, ainsi que du Groupe d'information santé (créé en mai 1972) et du Groupe d'information sur les asiles. Bien qu'il s'agisse d'une structure autonome, il marque ainsi sa volonté d'allier expertise juridique et action politique,, dans un contexte marqué par les références au mouvement ouvrier.

#### Approche et orientation
Il se constitue en association loi de 1901[réf. nécessaire]. 
Son originalité réside dans une double approche, à la fois concrète et juridique, des questions liées aux droits des étrangers et des immigrés en France. Ainsi, le Gisti assure la publication et l'analyse de nombreux textes, notamment des circulaires administratives, qui ne sont pas rendus publics par l'administration. Il se bat ainsi contre le « droit occulte », en obligeant l'administration à rendre publique sa politique de « contrôle des flux de l'immigration ». Il publie ainsi en mars 1974 Le Petit Livre juridique des travailleurs immigrés aux éditions Maspero.
En outre, grâce à une équipe de juristes bénévoles (dont Jean-Jacques de Felice, qui dès les années 1950 défend des Algériens vivant dans des bidonvilles, ainsi que Georges Pinet et Simone Pacot), il assure auprès des populations concernées un service de consultations par téléphone et par courrier, ainsi qu'une permanence d'accueil hebdomadaire.
Le Gisti est une association atypique dès sa fondation en 1972: il a été en effet l'un des premiers groupes à revendiquer l'appropriation du droit, à un moment où ce dernier était perçu comme un « outil bourgeois », reprenant ainsi l'approche ambivalente du droit forgée par l'avocat communiste Marcel Willard (1889-1956). Toutefois, le savoir juridique du Gisti a toujours été conçu dans une logique de contre-expertise, voire de « doctrine subversive », plutôt que d'expertise institutionnelle.
L'analyse des textes juridiques est mise en relation avec une analyse politique plus globale, insistant notamment sur le contrôle des travailleurs migrants, via la réglementation spéciale qui leur est imposée, et sur l'objectif politique de séparation de ces travailleurs avec l'ensemble de la classe ouvrière nationale. Ceci démarque le Gisti d'autres associations, qui par exemple se focalisent sur les cas individuels et font davantage appel aux contacts personnels avec l'administration et les politiques qu'aux recours en justice.
La coopération avec les travailleurs sociaux (notamment ceux du bidonville de Nanterre) et la permanence juridique leur permet de collectionner les cas individuels, à partir desquels ils fournissent une analyse générale, permettant ainsi d'articuler lutte individuelle et luttes collectives.
Il appuie aussi de nombreux recours, individuels et collectifs, devant les tribunaux, en participant d'abord à la grève des foyers de travailleurs migrants dans les années 1970. L'avocat Christian Bourget, en contact avec l'association, dépose ainsi plusieurs plaintes, à partir de 1973.

#### Premières victoires
Le Gisti obtient sa première victoire juridique avec un arrêt du Conseil d'État du 13 janvier 1975, qui lui donne raison en annulant les circulaires Marcellin et Fontanet. L’arrêt ne porte toutefois pas le nom du Gisti car sa recevabilité à agir n’étant pas à l’époque certaine (l’association n’était pas encore déclarée), il a paru préférable de mettre en avant un travailleur immigré, de nationalité portugaise, M. Da Silva. Le Gisti marque ainsi une victoire, en obligeant l'État à rendre visible sa politique d'immigration, l'empêchant de la réguler par des circulaires administratives non-publiques et l'obligeant ainsi à passer par la voie de la législation. Le second « arrêt Gisti », mais le premier à porter son nom, considéré par la doctrine comme l'un des grands arrêts du Conseil d'État, date de 1978, et concerne le regroupement familial. Ce dernier affirme en effet qu'« il résulte des principes généraux du droit et, notamment, du Préambule de la Constitution que les étrangers résidant régulièrement en France ont, comme les nationaux, le droit de mener une vie familiale normale, qui comporte, en particulier, la faculté de faire venir auprès d'eux leur conjoint et leurs enfants mineurs. »

#### Développement de l'association
En juin 1978, le Gisti participe l'opération « SOS refoulements » en compagnie de nombreuses associations et syndicats. Cette opération consiste notamment à prendre en charge des dossiers d'étrangers privés de droit au séjour et au travail et à dénoncer la politique d'immigration. Le Gisti embauche son premier salarié le 1er janvier 1979[réf. nécessaire].

### Les mandats de François Mitterrand (1981-1995)
À son arrivée au pouvoir, la gauche appelle certains membres fondateurs de l'association à participer au gouvernement. Ceux-ci cessent alors de militer au sein du Gisti. Le collectif SOS refoulement éclate en raison des divergences sur la politique gouvernementale en matière d'immigration.
Au début des années 1980, le Gisti participe au collectif pour la carte de séjour de dix ans en compagnie d'une cinquantaine d'associations d'immigré puis s'intègre à la Commission de sauvegarde du droit d'asile créée en 1977 dans le but de dénoncer la Convention européenne pour la répression du terrorisme. En 1986, le Gisti participe avec un collectif de 200 associations animé par la LDH à la campagne contre le projet de modification du Code de la nationalité qui visait notamment à supprimer l'acquisition automatique de la nationalité française à dix-huit ans par les enfants étrangers nés en France. Le projet fut finalement abandonné par le gouvernement. En 1987 le Gisti fait paraître le premier numéro de sa revue Plein Droit.

#### Illégalité des visas de retour
Après la vague d'attentats de 1986, le gouvernement Chirac suspend tous les accords de dispense du visa d'entrée et rétablit l’obligation du visa d’entrée pour les ressortissants de la totalité des États du monde, à l’exception de ceux de la Communauté européenne, de la Suisse, du Liechtenstein, de Monaco, de Saint-Marin et du Saint-Siège. L'accord européen sur le régime de circulation des personnes entre les pays membres du Conseil de l'Europe et celui relatif à la suppression du visa pour les réfugiés furent suspendus par la France. Outre le visa d'entrée, la France imposa, via une circulaire non publiée du 28 novembre 1986, un visa de sortie que les étrangers résidant en France devaient demander pour voyager. Le Gisti attaque en justice cette circulaire, et gagne au bout de six ans de procédure, le 22 mai 1992, devant le Conseil d'État. Il gagna en nouveau, en 1997, ayant contesté cette fois-ci la légalité d'une circulaire de 1994, publiée par le gouvernement Balladur, qui rétablissait des « visas de retour » pour les étrangers résidant légalement en France et partis en voyage.

#### Luttes pour l'abolition des lois Pasqua et Méhaignerie
Le Gisti participe au collectif pour l'abolition de la loi Pasqua puis au collectif « j'y suis j'y vote » tous deux initiés par la Ligue des droits de l'homme. En 1990, le Gisti participe au collectif pour l'abolition de la double peine initié par des victimes de cette procédure et met en place avec le réseau d'information et de solidarité une permanence pour les demandeurs d'asile déboutés. Ce réseau soutient la même année la grève de la faim des déboutés à l'église Saint-Joseph-des-Nations à Paris.
En 1993, la droite remporte les législatives, la loi no 93-933 du 22 juillet 1993 réformant le droit de la nationalité dite loi Méhaignerie introduit la « manifestation de volonté » comme condition d'accès à la nationalité française et la loi Pasqua réforme l'ordonnance de 1945 dans un sens très restrictif. Le Gisti participe aux mobilisations contre ces réformes et démissionne de la Commission nationale consultative des droits de l'homme. Au cours de l'année 1993, l'association alerte la population sur les conditions de rétention dans les sous sols du Palais de Justice de Paris qui donne lieu par la suite à une visite et à un rapport du Comité européen pour la prévention de la torture et des peines ou traitements inhumains ou dégradants (CPT).
Le Gisti effectue aussi sa première mission dans les DOM afin de s'informer sur la situation des étrangers qui y prévaut.

#### Autres combats collectifs du Gisti
En 1994, le Gisti participe au collectif pour l'accueil en France des demandeurs d'asile et exilés d'Algérie. Il dépose plainte en compagnie de quatre associations contre le refus d'appliquer l'arrêt Mazari qui prévoit le droit aux prestations non contributives pour les Algériens[réf. nécessaire].

### Les mandats de Jacques Chirac (1995-2007)

#### Condamnation pour diffamation de la présidente de l'association
En 1995, après un épisode sanglant dans les Alpes-Maritimes durant lequel la police nationale tire sur une voiture transportant des réfugiés en provenance d'ex-Yougoslavie tuant un enfant bosniaque, le Gisti publie un communiqué de presse intitulé « Un enfant bosniaque victime de l'épuration ethnique à la française ». La présidente Daniele Lochak est par la suite condamnée par le tribunal correctionnel de Paris pour complicité de diffamation.

#### Soutien aux mouvements d'étrangers en situation irrégulière
En 1996 le Gisti soutient les étrangers en situation irrégulière qui occupent l'église Saint-Ambroise (Paris XIe) puis ceux en grève de la faim de l'église Saint-Bernard (Paris XVIIIe) évacuée par la force par les gendarmes mobiles. L'association lance par la suite l'idée d'un appel à la désobéissance civile à la suite de la loi Debré, appel repris par des cinéastes et qui entraîne par la suite l'organisation d'une manifestation rassemblant cent mille personnes dans les rues de Paris.

#### Élargissement des combats de l'association
En 1996, le Gisti change de nom et devient le Groupe d'information et de soutien des immigrés. Il entame une réflexion sur la liberté de circulation des personnes et l'ouverture des frontières[réf. nécessaire].
À la suite de la circulaire de régularisation du 24 juin 1997, le Gisti met en place une permanence juridique à destination des étrangers. De la même façon, il participe à la rédaction d'une plate forme sur l'accès aux soins des étrangers en situation irrégulière à la suite de la création de la CMU. Peu après, l'Observatoire du droit à la santé des étrangers (ODSE) voit le jour.
Le Gisti organise et participe à de nombreuses campagnes notamment pour le droit de vote des étrangers aux élections locales (1998), pour l'accueil des mineurs étrangers isolés (2000), contre l'expulsion des étrangers condamnés (2001), pour la suppression des emplois fermés aux étrangers non communautaires (2001).
L'association effectue aussi des missions d'observation notamment dans les DOM (et plus spécialement à Saint-Martin en 1995), au camp de Sangatte en 2000 et en zone d'attente avec l'Anafé en 2001.
En outre, le Gisti devient membre du conseil d'administration du comité français du Réseau Européen Contre le Racisme (ENAR de son sigle en anglais) et assure le secrétariat de la Coordination pour le Droit d'Asile (CDA).

## Les luttes du Gisti dans les années 2000
Dans le contexte politique des années 2000, le Gisti s'est vivement opposé aux politiques défavorables aux étrangers, notamment dans le cadre des politiques sécuritaires menées par Nicolas Sarkozy au ministère de l'Intérieur (et en particulier de la loi du 26 novembre 2003, dite MISEFEN).
L'association a ensuite participé aux mobilisations contre la loi Hortefeux et contre la politique d'Éric Besson au ministère de l'Immigration. Elle s'est notamment battue contre le projet de loi Besson à travers le collectif d'associations UCIJ (Uni-es Contre une Immigration Jetable).
Le Gisti a participé aux combats juridiques concernant les conditions d'accueil des demandeurs d'asile aux côtés d'autres organisations comme le collectif des exilés du Xe.
Début 2011, il publie un ouvrage de réflexion et de propositions intitulé Liberté de circulation: Un droit, quelles politiques ?, premier d'une collection intitulée « Penser l'immigration autrement ».
Il a par ailleurs remporté des victoires contre les lois et circulaires concernant la régularisation par le travail.
Le Gisti s'est engagé en 2018 dans la création d'une Maison des lanceurs d'alerte aux côtés de 16 autres organisations,.

### Actions du Gisti au niveau européen et international
Le Gisti s'est investi de manière croissante au niveau européen, notamment avec le réseau Migreurop, né autour de la mobilisation sur le camp de Sangatte, puis dans le cadre du Forum social européen de Florence en 2002. Le réseau Migreurop se mobilise pour lutter contre « l'Europe des camps ».
Le Gisti a fait partie des dix ONG européennes qui, en février 2004, ont porté plainte auprès de la Commission européenne contre le gouvernement italien, pour le renvoi vers la Libye de centaines de candidats à l'asile arrivés sur l'île de Lampedusa[réf. nécessaire].
Jusqu'à son adoption en 2008, le Gisti s'est fortement mobilisé contre la directive européenne dite « directive retour », surnommée par ses détracteurs « directive de la honte ». À la suite de son adoption au niveau européen en Conseil des ministres, le Gisti a demandé son retrait.

## Fonctionnement

### Organisation

#### Composition
Au début de l'année 2009, le Gisti compte 215 membres (dont 57 avocats). La gestion quotidienne de l'association est assurée par huit salariés (7 en équivalent temps plein dont un emploi jeune) appuyés par des bénévoles. Par ailleurs, l'organisation compte plus d'un millier de correspondants et de lecteurs réguliers de ses publications (publications juridiques et la revue Plein droit).
L'association fonctionne aussi grâce au travail des stagiaires (22 stagiaires en 2008 dont 8 futurs avocats). Depuis 2005, le Gisti accompagne aussi des stages dans le cadre du programme européen de mobilité Leonardo da Vinci et en lien avec l'association Échange et partenariat. Ces stages se déroulent sur des terrains en lien avec les actions du Gisti (situation des « exilés » en Grande-Bretagne, travailleurs saisonniers dans le sud de la France, traite et exploitation des personnes…) et ont pour but d’accroître sa visibilité et sa connaissance de la réalité de la situation des étrangers.
Le travail bénévole est important dans les activités du Gisti. L'association bénéficie d'un soutien continu d'étudiants, retraités ou anciens stagiaires. Ces derniers consacrent un temps allant de la demi-journée hebdomadaire au temps plein aux activités quotidiennes de l'association (permanence juridique, gestion des archives, analyse de textes de loi). À cela s'ajoute l'appui ponctuel de nombreuses personnes aux actions de l'association.

#### Direction
Depuis sa création, le Gisti a connu trois présidentes Arlette Grunstein (de 1979 à 1985), Danièle Lochak (de 1985 à 2000), Nathalie Ferré (de 2000 à 2008) et deux présidents, André Legouy (de 1972 à 1979) et Stéphane Maugendre (depuis 2008). Le bureau est élu chaque année par l'assemblée générale et se réunit deux fois par mois. Les discussions au sein de l'association ont principalement lieu lors de la réunion mensuelle à laquelle sont parfois invitées des personnalités en lien avec les thèmes abordés.

#### Fonctionnement
Les analyses et les actions de l'association sont mises en place principalement par des groupes de travail thématiques. Ils suivent l’actualité législative, réglementaire ou jurisprudentielle, assurent la participation du Gisti à des campagnes collectives, proposent des recours, rédigent des brochures ou organisent des formations spécifiques. En 2008, les principaux groupes de travail sont les suivants:
- Asile : travail de recherche et de dénonciation notamment en ce qui concerne la situation des exilés dans les « jungles » du Calaisis ;
- Europe : situation des Roumains et Bulgares dans l'UE ; lutte contre la directive de la honte ; note sur le traité de Prüm ;
- Mineurs et jeunes étrangers : protection des mineurs isolés, scolarisation, accès à la formation professionnelle, statut des étudiants étrangers, règles relatives à la nationalité française, au séjour, à l’éloignement, à l'état civil, etc. ;
- Outre-mer en coordination avec le collectif Caraïbe, le Mom, le collectif migrants Mayotte[28]) ;
- Protection sociale' : édition de cahiers juridiques, dénonciation des conditions, que certaines personnes qualifient de discriminatoires, d'accès au RSA pour les étrangers etc.) ;
- Rédaction de la revue Plein droit ;
- Sans papiers : lutte pour la régularisation par le travail[29], contre la recherche des étrangers en situation irrégulière et leur détention etc. ;
- Travail : accès des étrangers au droit du/au travail, régularisation par le travail…

### Finances
En 2008, les produits du Gisti — environ 682 300 euros — proviennent des cotisations et des dons (21,2 % ; le Gisti compte sur un total de 1 875 donateurs dont 526 ont effectué un don entre 2006 et 2009), de subventions publiques (20,7 % ; CNL, région Île-de-France, ministère de l'Emploi et de la Solidarité, ACSE…), des formations (19,4 %), de subventions privées (17,1 % ; Emmaüs, CCFD, Fondation de France, Barreaux, Éditions Législatives…), et des publications (15,3 %). Ses charges — environ 705 400 euros — proviennent notamment de l'emploi du personnel (63,6 %), de la gestion et des fournitures (22,3 %) et des éditions et publications (11,1 %). L'association a donc enregistré en 2008 un déficit d'environ 23 100 euros.

### Articles sur des structures proches
- Syndicat de la magistrature
- Syndicat des avocats de France (SAF)
- Cimade
- Anafé
- Réseau éducation sans frontières (RESF)
- Mouvement contre le racisme et pour l'amitié entre les peuples (MRAP)
- Ligue des droits de l'homme (LDH)
- Collectif contre les expulsions (CCLE)
- Fédération des associations de solidarité avec tous-te-s les immigré-e-s (FASTI)